# Лавренюк, Леонид Фёдорович

«На долгую память родителям с фронтов Венгрии. Вы видите как я изменился, похудел. Часто сам себя не узнаю. 27 марта 1945. „Обуда“ старая Буда, пригород Будапешта.»

Леони́д Фёдорович Лавреню́к (6 августа 1925 — 11 апреля 1945) — советский офицер-пехотинец во время Великой Отечественной войны, Герой Советского Союза (28.04.1945). Младший лейтенант (1945).

## Биография
Родился 6 августа 1925 года в селе Марьяновка Ширяевского района Одесской области в крестьянской многодетной семье. Украинец.
Леонид был младшим ребенком в семье. Отец рано умер (1933), воспитывался матерью. В 1941 году старшие братья ушли на фронт, Леонид с матерью и сестрой остался в оккупации. Пользовался авторитетом у сверстников, несколько раз вступал в конфликты с румынскими оккупантами, однажды чудом остался жив. В апреле 1944 года советские войска освободили село Марьяновку, и Леонид был призван в Красную Армию. 
На фронте с июня 1944 года. Комсорг 3-го стрелкового батальона 475-го стрелкового полка 53-й стрелковой дивизии 7-й гвардейской армии 2-го Украинского фронта сержант Леонид Лавренюк участвовал в Яссо-Кишиневской, Будапештской, Венской стратегических операциях.
Выдающийся подвиг, за который ему было присвоено звание Героя, совершил в октябре 1944 года.

«Шёл бой за расширение плацдарма на правом берегу реки Тиса в районе села Уст-Бек 31 октября 1944 года. Враг оказывал отчаянное сопротивление. Особенно мешала передвижению подразделения вражеская пушка, всякий раз открывавшая огонь, как только наши стрелки поднимались в атаку. Товарищ Лавренюк с двумя комсомольцами проник в тыл врага и внезапно напал на расчет вражеской пушки, огнём из автомата в упор перебил его. Путь нашей пехоте был открыт, враг дрогнул и стал отходить. Товарищ Лавренюк развернул захваченную пушку, открыл из неё огонь по отходящей пехоте врага, выпустил 70 снарядов. Исключительный героизм проявил Лавренюк в бою 23 декабря 1944 года. Батальон, овладев селом Соб, форсировал р. Ипель, и с хода повёл бой за населённый пункт Халеба. Вражеский пулемёт шквальным огнём преграждал путь нашим стрелкам. Товарищ Лавренюк пренебрегая опасностью, скрытно подполз к пулемётной точке врага и короткой очередью сразил её расчет. Отлично зная оружие врага, Лавренюк повернул пулемет в сторону противника и открыл по нему огонь. Наша пехота поднялась в атаку и заставила врага поспешно отходить. Через некоторое время враг бросил в бой свежие силы. И пользуясь своим превосходством, заставил отойти часть наших бойцов. Но рубеж, на котором находился Лавренюк, остался недосягаемым для врага. Пропуская вражеских солдат на близкое расстояние, он огнём из трофейного пулемёта в упор расстреливал гитлеровцев. Пример бесстрашного комсорга воодушевил остальных бойцов и контратака была отбита. Перед позицией Лавренюка противник оставил 48 трупов своих солдат и офицеров. Вечером Лавренюк возглавил группу бойцов, отправился в разведку и, приблизившись к крайнему дому села, через окно увидел большую группу офицеров, сидящих за столом. С автоматом в одной руке и гранатой в другой смельчак ворвался в дом и скомандовал: „Хенде Хох“. Ошеломлённые немцы и венгры подняли руки вверх и сложили оружие. 5 немцев и 10 мадьяр взял в плен в этом бою герой комсорг. Всегда впереди, всегда в самой гуще — таков комсомольский вожак товарищ Лавренюк.»
ЦАМО, ф.33,оп.793756,д.27,л.12 и об.
Позднее ему было присвоено воинское звание младший лейтенант. Погиб на подступах к Вене ночью 11 апреля 1945 года, находясь с группой в разведке. Вынесен с поля боя и торжественно похоронен возле церкви города Глинцендорф. Позднее перезахоронен на Центральном кладбище Вены. По некоторым данным уничтожил более 300 солдат противника. Интересен факт того, что призван в ряды вооружённых сил он был 11 апреля 1944 года, а погиб 11 апреля 1945 года в возрасте 19 лет.

### Семья
- Лавренюк Леонид Фёдорович женат не был. Детей нет.
- Брат — Лавренюк Валентин Фёдорович 1918 года рождения, капитан 2-го ранга. Умер в 1991 году.
- Сестра — Лавренюк (Мосейчук) Александра Фёдоровна 1920 года рождения, учитель. Умерла в 2013 году.
- Брат — Лавренюк Михаил Фёдорович 1923 года рождения, Герой Социалистического Труда, награждённый в 1977 году и лишённый звания в 1984-м. Умер в 1990 году.

## Гибель
«Весь батальон любил Леонида не только за храбрость и находчивость. Он был начитан и эрудирован. За это друзья любовно называли его „профессором“. Он, может быть, и непременно стал бы им, потому что страстно увлекался историей, мечтал после войны преподавать.
И до мечты было уже недалеко. Навсегда освобождена от фашистов Венгрия. В бою за Будапешт Леонид получил ранение. Оно, к счастью, было не тяжёлым. Чуть отлежав в госпитале, он вернулся в родную боевую семью. И снова — бои. Упорное, кровопролитное сражение за столицу Австрии Вену.
В ту ночь сержанту (на самом деле младшему лейтенанту) Лавренюку и ещё шести бойцам была поставлена задача: проникнуть в тыл врага, изучить местность, вооружение, наиболее подходящие подступы к городу и остаться там до начала наступления.
Отважные разведчики выполнили приказ, передали очень важные сведения. Но в разгоревшейся вскоре схватке сержант Лавренюк был сражён вражеской миной….»— «Подвиг во имя жизни». — Одесса, 1984.

## Награды
- Звание «Герой Советского Союза» — присвоено Указом Президиума Верховного Совета СССР от 28 апреля 1945, посмертно.
- Орден Красного Знамени (31.12.1944)[1]
- Орден Отечественной войны 2-й степени (24.04.1945)[2]
- Медаль «За отвагу» (28.08.1944)[3]

## Память
- Именем Героя названа улица в селе Марьяновка Ширяевского района Одесской области, где он родился и откуда ушел на фронт.
- Перед школой в селе Марьяновка установлен бюст Герою.
- Имя Героя высечено на Стене Героев Советского Союза Одесской области в городе Одессе, напротив Одесского оперного театра.

### Фотогалерея

Памятник в с. Марьяновка
Стенд в Ширяевском районном музее